# Армін Фальк
Армін Фальк (нім. Armin Falk; 18 січня 1968, м. Бергіш-Гладбах, Німеччина) — німецький економіст, професор економіки в Боннському університеті, головний виконавчий директор Дослідницького інституту поведінки та нерівності (Institute on Behavior & Inequality (briq)). Отримав два гранти Європейської дослідницької ради (ERC), був нагороджений премією Госсена в 2008 році та премією Лейбніца в 2009 році. Бере участь у численних конференціях і літніх школах як організатор або доповідач.

## Біографія
Армін Фальк народився 18 січня 1968 року в місті Бергіш-Гладбах.

### Освіта та кар'єра
Закінчив Кельнський університет, де вивчав економіку, філософію та історію. У 1998 році отримав науковий ступінь під керівництвом Ернста Фера в Цюрихському університеті. З 2003 року завідує кафедрою Боннського університету.
У травні 2002 року Армін Фальк приєднався до Інституту економіки праці (IZA) як науковий працівник і був програмним директором із досліджень протягом жовтня 2003 - червня 2007 років. Він продовжує активно брати участь в IZA як координатор програм з поведінкової економіки та економіки праці.
Армін Фальк є членом Європейської асоціації вільної торгівлі, директором Боннської лабораторії експериментальної економіки, науковим працівником у Німецькому інституті економічних досліджень (DIW), у Центрі досліджень з економічної політики (CEPR), у Центрі економічних досліджень (CESifo) та в Інституті Макса Планка із досліджень колективних благ. З 2016 року займає посаду головного виконавчого директора в Інституті поведінки та нерівності (briq).

## Наукова діяльність
Наукові інтереси Арміна Фалька включають мікроекономіку, поведінкову економіку та нейроекономіку. У широкому сенсі дослідження Фалька направлені на отримання кращого емпіричного обґрунтування економічної поведінки. У той час як традиційна економічна модель індивідуальної поведінки постулює досконалу раціональність та егоїзм (Homo economicus), робота Фалька демонструє, що людська поведінка краще описується обмеженою раціональністю. Крім того, Фальк показує, що соціальні переваги, такі як справедливість та довіра, є важливими детермінантами поведінки. Його дослідження є міждисциплінарними і ґрунтуються на результатах експериментальних досліджень, соціальної психології, генетики та нейробіології. Що стосується методів, Фальк в основному використовує експерименти, як в лабораторії, так і в польових умовах, доповнені нейробіологічними методами, наприклад, функціональною магнітно-резонансною томографією. Також приділяє увагу аналізу репрезентативних даних опитування.
Дослідження Фалька можна умовно розділити на дві основні області: аналіз економічних переваг і психологічні аспекти ринку праці. Краще розуміння переваг і особистості має велике значення для економічних та соціальних наук, оскільки майже кожна модель в цій області повинна мати припущення про індивідуальну поведінку. Основна увага приділялася аналізу соціальних переваг та особистості. За підтримки стартового гранта ERC, Фальк вивчає розподіл переваг серед населення, а також соціально-економічні детермінанти переваг. Наступним важливим напрямком дослідження Фалька був аналіз психологічних аспектів на ринку праці (поведінкова економіка праці). Цей напрямок досліджень демонструє, що, зокрема, в контексті ринку праці такі мотиви, як соціальні переваги, порівняння, довіра, схвалення і внутрішня мотивація, грають важливу роль. Це впливає на трудові відносини, а також на функціонування організацій і ринків праці.
У 2016 році він увійшов до ТОП-10 рейтингу найвпливовіших економістів.

## Публікації
Армін Фальк публікувався в таких відомих журналах, як The American Economic Review, Quarterly Journal of Economics, Econometrica i Science. В німецькому рейтингу Handelsblatt за 2010 рік, у якому аналізуються поточні результати досліджень економістів Німеччини, Австрії та Німецької Швейцарії з точки зору якості публікацій з 2005 року, Армін Фальк зайняв 8-е місце[джерело?].

### Основні роботи
- «Стійкість заробітної плати на неповному конкурентному контрактному ринку» (Wage Rigidities in a Competitive Incomplete Contract Market, 1999, у співавторстві з Е. Фером);
- «Злочин» в лабораторії: виявлення соціальної взаємодії" («Crime» in the Lab — Detecting Social Interaction, 2002, у співавторстві з У.Фішбахером).

## Нагороди та гранти
- 2015—2019 Грант Європейської дослідницької ради  (ERC) в розмірі 1,7 млн євро;
- 2011 Премія Берлінсько-Бранденбурської академії наук;
- 2011 Премія Юрьйо Янссона в області економіки;
- 2009 Премія  Лейбніца від німецького науково-дослідницького товариства в розмірі 2,5 млн євро. Присуджена Арміну Фальку за його дослідження, яке «встановило стандарти в поведінкових економічних дослідженнях та економічній науці загалом»;
- 2008 Премія Госсена від Німецької економічної асоціації;
- 2008 Грант Європейської дослідницької ради (ERC) для незалежних дослідників-початківців в розмірі 1,34 млн євро;
- 2006 Премія Джона Т. Данлопа від Асоціації праці та трудових відносин[en] ;
- 2004 Лауреат «Премії CESifo в області суспільної економіки»: визнаний видатним членом CESifo за наукову оригінальність, актуальність для політики та якість статті;
- 1999 Лауреат «Премії Інституту емпіричних досліджень в області економіки за кращу публікацію економіста у віці до 35 років»;
- 1996—1998 Грант на дослідження «Вплив соціальних норм на заробітню плату і зайнятість: експериментальне та теоретичне дослідження», що фінансувався Швейцарським національним науковим фондом;
- 1994—1996 Грант на дослідження «Вимушене безробіття як феномен рівноваги: процеси соціального порівняння і динаміка ринку праці», що фінансувався Австрійським науковим фондом.